# Bahnstrecke Bellows Falls–Burlington
| Streckenlänge: | 192 km               |                                                   |                                                   |
| Spurweite: | 1435 mm (Normalspur) |                                                   |                                                   |
| |                      |                                                   |                                                   |
| Gesellschaft: | GMRC, VTR            |                                                   |                                                   |
| \| \| \| von South Ashburnham \| \| \| \| 0 \| Bellows Falls VT (Amtrak) \| Bellows Falls VT (Amtrak) \| \| \| \| Strecke Brattleboro–Windsor \| \| \| \| \| Abzweig von Brattleboro \| \| \| \| \| Bellows Falls Canal \| \| \| \| 3 \| Riverside VT (früherer Steamtown-Bahnhof) \| Riverside VT (früherer Steamtown-Bahnhof) \| \| \| \| Interstate 91 \| \| \| \| 7 \| Midway VT \| Midway VT \| \| \| \| Williams River \| \| \| \| 8 \| Rockingham VT \| Rockingham VT \| \| \| \| Williams River \| \| \| \| 11½ \| Brockaway Mills VT \| Brockaway Mills VT \| \| \| \| Williams River (2×) \| \| \| \| 14½ \| Bartonsville VT \| Bartonsville VT \| \| \| \| Williams River (3×) \| \| \| \| 21 \| Chester VT (Green Mountain Flyer) \| Chester VT (Green Mountain Flyer) \| \| \| 29 \| Gassetts VT \| Gassetts VT \| \| \| 35½ \| Cavendish VT \| Cavendish VT \| \| \| \| Black River \| \| \| \| 38 \| Proctorville VT \| Proctorville VT \| \| \| \| Black River \| \| \| \| ? \| Smithville VT \| Smithville VT \| \| \| 43½ \| Ludlow VT \| Ludlow VT \| \| \| 52½ \| Healdville VT \| Healdville VT \| \| \| 54½ \| Summit VT \| Summit VT \| \| \| 58½ \| Mount Holly VT \| Mount Holly VT \| \| \| 63 \| East Wallingford VT \| East Wallingford VT \| \| \| \| Otter Creek \| \| \| \| 68½ \| Cuttingsville VT \| Cuttingsville VT \| \| \| 74 \| East Clarendon VT (früher Clarendon) \| East Clarendon VT (früher Clarendon) \| \| \| 79 \| North Clarendon VT \| North Clarendon VT \| \| \| \| Cold River \| \| \| \| \| von Hoosick Junction \| \| \| \| 83½ \| Rutland VT (Amtrak) \| Rutland VT (Amtrak) \| \| \| \| frühere Strecke nach Whitehall \| \| \| \| \| Tenney Brook \| \| \| \| 86 \| Center Rutland VT \| Center Rutland VT \| \| \| \| nach Whitehall \| \| \| \| \| Straßenbahn Rutland \| \| \| \| \| Otter Creek \| \| \| \| 91½ \| Humphreys VT \| Humphreys VT \| \| \| 93½ \| Proctor VT (früher Sutherland Falls) \| Proctor VT (früher Sutherland Falls) \| \| \| \| Verbindung zur Strecke Hollister–Albertson \| \| \| \| \| Otter Creek \| \| \| \| 99 \| Pittsford VT \| Pittsford VT \| \| \| \| Otter Creek \| \| \| \| \| von Florentine Quarry \| \| \| \| 100½ \| Florence VT (früher Pittsford Quarry, Fowler) \| Florence VT (früher Pittsford Quarry, Fowler) \| \| \| \| Otter Creek \| \| \| \| 109½ \| Brandon VT \| Brandon VT \| \| \| \| Otter Creek \| \| \| \| 119 \| Leicester VT (früher Whiting, Leicester Junction) \| Leicester VT (früher Whiting, Leicester Junction) \| \| \| \| nach Ticonderoga \| \| \| \| \| Otter Creek \| \| \| \| 126½ \| Salisbury VT \| Salisbury VT \| \| \| \| Otter Creek \| \| \| \| ? \| Piper Crossing VT \| Piper Crossing VT \| \| \| \| geplanter Anschluss zum Steinbruch \| \| \| \| \| Otter Creek \| \| \| \| 137½ \| Middlebury VT \| Middlebury VT \| \| \| \| Anschluss Marmorfabrik \| \| \| \| 141 \| Beldens VT (früher Beldens Falls) \| Beldens VT (früher Beldens Falls) \| \| \| \| Anschluss Marmorsteinbruch (5,8 km, 1870–1883) \| \| \| \| \| New Haven River \| \| \| \| 144 \| Brooksville VT \| Brooksville VT \| \| \| \| nach Bristol \| \| \| \| 149½ \| New Haven VT (früher New Haven Junction) \| New Haven VT (früher New Haven Junction) \| \| \| 157½ \| Vergennes VT \| Vergennes VT \| \| \| \| nach Vergennes Hafen \| \| \| \| 161 \| Ferrisburg VT \| Ferrisburg VT \| \| \| 166 \| North Ferrisburg VT \| North Ferrisburg VT \| \| \| 168 \| Thompsons Point VT \| Thompsons Point VT \| \| \| 173 \| Charlotte VT (Champlain Valley Flyer) \| Charlotte VT (Champlain Valley Flyer) \| \| \| 181 \| Shelburne VT (Champlain Valley Flyer) \| Shelburne VT (Champlain Valley Flyer) \| \| \| \| LaPlatte River \| \| \| \| ? \| Magic Hat Brewery VT \| Magic Hat Brewery VT \| \| \| 183½ \| South Burlington VT (früher Queen City Park) \| South Burlington VT (früher Queen City Park) \| \| \| 191½ \| Güterbahnhof Burlington \| Güterbahnhof Burlington \| \| \| \| von Cambridge Junction \| \| \| \| 192 \| Burlington VT Union Station \| Burlington VT Union Station \| \| \| \| nach Rouses Point und Windsor \| \| |                      |                                                   |                                                   |
| Strecke |                      | von South Ashburnham                              | von South Ashburnham                              |
| Bahnhof | 0                    | Bellows Falls VT (Amtrak)                         | Bellows Falls VT (Amtrak)                         |
| Kreuzung |                      | Strecke Brattleboro–Windsor                       | Strecke Brattleboro–Windsor                       |
| Abzweig geradeaus und von links |                      | Abzweig von Brattleboro                           | Abzweig von Brattleboro                           |
| Brücke über Wasserlauf |                      | Bellows Falls Canal                               | Bellows Falls Canal                               |
| Dienststation / Betriebs- oder Güterbahnhof | 3                    | Riverside VT (früherer Steamtown-Bahnhof)         | Riverside VT (früherer Steamtown-Bahnhof)         |
| Strecke mit Straßenbrücke |                      | Interstate 91                                     | Interstate 91                                     |
| ehemaliger Haltepunkt / Haltestelle | 7                    | Midway VT                                         | Midway VT                                         |
| Brücke über Wasserlauf |                      | Williams River                                    | Williams River                                    |
| ehemaliger Bahnhof | 8                    | Rockingham VT                                     | Rockingham VT                                     |
| Brücke über Wasserlauf |                      | Williams River                                    | Williams River                                    |
| ehemaliger Bahnhof | 11½                  | Brockaway Mills VT                                | Brockaway Mills VT                                |
| Brücke über Wasserlauf |                      | Williams River (2×)                               | Williams River (2×)                               |
| Dienststation / Betriebs- oder Güterbahnhof | 14½                  | Bartonsville VT                                   | Bartonsville VT                                   |
| Brücke über Wasserlauf |                      | Williams River (3×)                               | Williams River (3×)                               |
| Bahnhof | 21                   | Chester VT (Green Mountain Flyer)                 | Chester VT (Green Mountain Flyer)                 |
| ehemaliger Haltepunkt / Haltestelle | 29                   | Gassetts VT                                       | Gassetts VT                                       |
| ehemaliger Haltepunkt / Haltestelle | 35½                  | Cavendish VT                                      | Cavendish VT                                      |
| Brücke über Wasserlauf |                      | Black River                                       | Black River                                       |
| Dienststation / Betriebs- oder Güterbahnhof | 38                   | Proctorville VT                                   | Proctorville VT                                   |
| Brücke über Wasserlauf |                      | Black River                                       | Black River                                       |
| Dienststation / Betriebs- oder Güterbahnhof | ?                    | Smithville VT                                     | Smithville VT                                     |
| Dienststation / Betriebs- oder Güterbahnhof | 43½                  | Ludlow VT                                         | Ludlow VT                                         |
| ehemaliger Haltepunkt / Haltestelle | 52½                  | Healdville VT                                     | Healdville VT                                     |
| ehemaliger Bahnhof | 54½                  | Summit VT                                         | Summit VT                                         |
| ehemaliger Haltepunkt / Haltestelle | 58½                  | Mount Holly VT                                    | Mount Holly VT                                    |
| ehemaliger Bahnhof | 63                   | East Wallingford VT                               | East Wallingford VT                               |
| Brücke über Wasserlauf |                      | Otter Creek                                       | Otter Creek                                       |
| ehemaliger Haltepunkt / Haltestelle | 68½                  | Cuttingsville VT                                  | Cuttingsville VT                                  |
| ehemaliger Haltepunkt / Haltestelle | 74                   | East Clarendon VT (früher Clarendon)              | East Clarendon VT (früher Clarendon)              |
| ehemaliger Bahnhof | 79                   | North Clarendon VT                                | North Clarendon VT                                |
| Brücke über Wasserlauf |                      | Cold River                                        | Cold River                                        |
| Abzweig geradeaus und von links |                      | von Hoosick Junction                              | von Hoosick Junction                              |
| Bahnhof | 83½                  | Rutland VT (Amtrak)                               | Rutland VT (Amtrak)                               |
| Abzweig geradeaus und ehemals nach links |                      | frühere Strecke nach Whitehall                    | frühere Strecke nach Whitehall                    |
| Brücke über Wasserlauf |                      | Tenney Brook                                      | Tenney Brook                                      |
| Dienststation / Betriebs- oder Güterbahnhof | 86                   | Center Rutland VT                                 | Center Rutland VT                                 |
| Abzweig geradeaus und nach links |                      | nach Whitehall                                    | nach Whitehall                                    |
| Kreuzung geradeaus oben (Querstrecke außer Betrieb) |                      | Straßenbahn Rutland                               | Straßenbahn Rutland                               |
| Brücke über Wasserlauf |                      | Otter Creek                                       | Otter Creek                                       |
| ehemaliger Haltepunkt / Haltestelle | 91½                  | Humphreys VT                                      | Humphreys VT                                      |
| Dienststation / Betriebs- oder Güterbahnhof | 93½                  | Proctor VT (früher Sutherland Falls)              | Proctor VT (früher Sutherland Falls)              |
| Abzweig geradeaus und ehemals nach links |                      | Verbindung zur Strecke Hollister–Albertson        | Verbindung zur Strecke Hollister–Albertson        |
| Brücke über Wasserlauf |                      | Otter Creek                                       | Otter Creek                                       |
| ehemaliger Bahnhof | 99                   | Pittsford VT                                      | Pittsford VT                                      |
| Brücke über Wasserlauf |                      | Otter Creek                                       | Otter Creek                                       |
| Abzweig geradeaus und von links |                      | von Florentine Quarry                             | von Florentine Quarry                             |
| Dienststation / Betriebs- oder Güterbahnhof | 100½                 | Florence VT (früher Pittsford Quarry, Fowler)     | Florence VT (früher Pittsford Quarry, Fowler)     |
| Brücke über Wasserlauf |                      | Otter Creek                                       | Otter Creek                                       |
| Dienststation / Betriebs- oder Güterbahnhof | 109½                 | Brandon VT                                        | Brandon VT                                        |
| Brücke über Wasserlauf |                      | Otter Creek                                       | Otter Creek                                       |
| Dienststation / Betriebs- oder Güterbahnhof | 119                  | Leicester VT (früher Whiting, Leicester Junction) | Leicester VT (früher Whiting, Leicester Junction) |
| Abzweig geradeaus, ehemals nach links und ehemals von links |                      | nach Ticonderoga                                  | nach Ticonderoga                                  |
| Brücke über Wasserlauf |                      | Otter Creek                                       | Otter Creek                                       |
| Dienststation / Betriebs- oder Güterbahnhof | 126½                 | Salisbury VT                                      | Salisbury VT                                      |
| Brücke über Wasserlauf |                      | Otter Creek                                       | Otter Creek                                       |
| ehemaliger Haltepunkt / Haltestelle | ?                    | Piper Crossing VT                                 | Piper Crossing VT                                 |
| Abzweig geradeaus und ehemals nach rechts |                      | geplanter Anschluss zum Steinbruch                | geplanter Anschluss zum Steinbruch                |
| Brücke über Wasserlauf |                      | Otter Creek                                       | Otter Creek                                       |
| Dienststation / Betriebs- oder Güterbahnhof | 137½                 | Middlebury VT                                     | Middlebury VT                                     |
| Abzweig geradeaus und ehemals nach links |                      | Anschluss Marmorfabrik                            | Anschluss Marmorfabrik                            |
| ehemaliger Bahnhof | 141                  | Beldens VT (früher Beldens Falls)                 | Beldens VT (früher Beldens Falls)                 |
| Abzweig geradeaus und ehemals nach rechts |                      | Anschluss Marmorsteinbruch (5,8 km, 1870–1883)    | Anschluss Marmorsteinbruch (5,8 km, 1870–1883)    |
| Brücke über Wasserlauf |                      | New Haven River                                   | New Haven River                                   |
| ehemaliger Haltepunkt / Haltestelle | 144                  | Brooksville VT                                    | Brooksville VT                                    |
| Abzweig geradeaus, ehemals nach rechts und ehemals von rechts |                      | nach Bristol                                      | nach Bristol                                      |
| Dienststation / Betriebs- oder Güterbahnhof | 149½                 | New Haven VT (früher New Haven Junction)          | New Haven VT (früher New Haven Junction)          |
| Dienststation / Betriebs- oder Güterbahnhof | 157½                 | Vergennes VT                                      | Vergennes VT                                      |
| Abzweig geradeaus und ehemals von links |                      | nach Vergennes Hafen                              | nach Vergennes Hafen                              |
| ehemaliger Bahnhof | 161                  | Ferrisburg VT                                     | Ferrisburg VT                                     |
| ehemaliger Haltepunkt / Haltestelle | 166                  | North Ferrisburg VT                               | North Ferrisburg VT                               |
| ehemaliger Haltepunkt / Haltestelle | 168                  | Thompsons Point VT                                | Thompsons Point VT                                |
| Bahnhof | 173                  | Charlotte VT (Champlain Valley Flyer)             | Charlotte VT (Champlain Valley Flyer)             |
| Bahnhof | 181                  | Shelburne VT (Champlain Valley Flyer)             | Shelburne VT (Champlain Valley Flyer)             |
| Brücke über Wasserlauf |                      | LaPlatte River                                    | LaPlatte River                                    |
| Haltepunkt / Haltestelle | ?                    | Magic Hat Brewery VT                              | Magic Hat Brewery VT                              |
| Dienststation / Betriebs- oder Güterbahnhof | 183½                 | South Burlington VT (früher Queen City Park)      | South Burlington VT (früher Queen City Park)      |
| Dienststation / Betriebs- oder Güterbahnhof | 191½                 | Güterbahnhof Burlington                           | Güterbahnhof Burlington                           |
| Abzweig geradeaus und von rechts |                      | von Cambridge Junction                            | von Cambridge Junction                            |
| Bahnhof | 192                  | Burlington VT Union Station                       | Burlington VT Union Station                       |
| Strecke |                      | nach Rouses Point und Windsor                     | nach Rouses Point und Windsor                     |

Die Bahnstrecke Bellows Falls–Burlington ist eine Eisenbahnstrecke in Vermont (Vereinigte Staaten). 
Sie ist 192 Kilometer lang und verbindet die Städte Bellows Falls, Rutland und Burlington. Die Strecke gehört zum Vermont Rail System. Der Abschnitt von Bellows Falls bis Rutland wird durch die Green Mountain Railroad betrieben, der Abschnitt von Rutland nach Burlington durch die Vermont Railway. Unregelmäßiger Personenverkehr besteht in Form des Green Mountain Flyer, der zwischen Bellows Falls und Chester verkehrt, sowie des Champlain Valley Flyer zwischen Burlington und Charlotte. Beide Züge dienen nur dem touristischen Verkehr und fahren nur an wenigen Tagen im Jahr. Außerdem befährt der Ethan Allen, ein Expresszug der Amtrak von Rutland nach New York City, zwischen Rutland und Center Rutland auf knapp drei Kilometern die Strecke.

## Geschichte
Zwei Konzessionen für Eisenbahnen von Burlington zum Westufer des Connecticut River wurden am 1. November 1843 vom Bundesstaat Vermont ausgegeben. Die Konzession der Vermont Central Railroad beinhaltete eine Streckenführung über Northfield, die andere über Rutland. Für die Strecke über Rutland wurde zunächst Brattleboro als südlicher Endpunkt gewählt und zum Bau und Betrieb dieser Strecke die Champlain and Connecticut River Railroad Company aufgestellt. Ein Konkurrenzkampf zwischen den beiden Bahngesellschaften brach aus und beide wollten als erste Burlington erreichen. Schon bald verlegte die Champlain&Connecticut River den südlichen Endpunkt nach Bellows Falls, da die Streckenführung hierhin einfacher und kürzer und damit auch billiger zu realisieren war und das Geld ohnehin knapp war. 
Im Mai 1847 begannen die Bauarbeiten von beiden Enden aus, im Juni des Jahres auch auf dem mittleren Abschnitt. Am 6. November 1847 gründete man die Bahngesellschaft in Rutland and Burlington Railroad Company um, nachdem die ursprüngliche Gesellschaft in Konkurs gehen musste. Da viele Flussbrücken errichtet werden mussten, verzögerte sich die Betriebsaufnahme. Im Juni 1849 ging der erste Abschnitt von Bellows Falls nach Chester provisorisch in Betrieb, erst am 18. Dezember des Jahres wurde die offizielle Eröffnung der Gesamtstrecke gefeiert. Der reguläre Betrieb wurde am Heiligabend aufgenommen. Die Rutland&Burlington gewann das Rennen nach Burlington knapp, denn die Bahnstrecke Windsor–Burlington der Vermont Central wurde am 31. Dezember eröffnet.
Aufgrund der Konkurrenzsituation waren die Beförderungszahlen schlecht, da sich die beiden Strecken das Verkehrsaufkommen teilen mussten. Zudem baute die Vermont Central eine Strecke nach Norden in Richtung Kanada und über den Lake Champlain nach Rouses Point, wodurch die Rutland-Strecke weiter an Bedeutung verlor. Wieder musste die Bahngesellschaft in Konkurs gehen und die Rutland Railroad übernahm 1867 die Strecke. 
Im November 1927 zerstörte ein Hochwasser weite Teile der Strecke. Erst Ende des Monats konnte die Bahn wieder verkehren. Das Ende des Personenverkehrs kam jäh, als am 26. Juni 1953 das Personal der Rutland in den Ausstand trat. Um das Unternehmen finanziell zu retten, wurde nach Ende des Streiks der Personenverkehr nicht wieder aufgenommen. Weitere Streiks führten zur zeitweisen und ab 25. September 1961 endgültigen Einstellung des Gesamtverkehrs. Am 18. September 1962 genehmigte die Interstate Commerce Commission die Stilllegung der Strecke. Der Bundesstaat erwarb jedoch die gesamte Trasse und verpachtete sie an neue Bahnanbieter. Der Abschnitt zwischen Bellows Falls und Rutland wurde ab 2. April 1965 durch die Green Mountain Railroad (GMRC) betrieben, der übrige Abschnitt bereits ab 6. Januar 1964 durch die Vermont Railway, die später die GMRC kaufte.
Ebenfalls 1964 wurde Steamtown, USA in Bellows Falls gegründet. Etwa drei Kilometer nördlich von Bellows Falls, am früheren Bahnhof Riverside, wurde das Eisenbahnmuseum aufgebaut und Dampfzüge fuhren nun während der Sommersaison von Bellows Falls in die Green Mountains. Das Museum wurde 1984 nach Scranton (Pennsylvania) verlegt. Der touristische Zugverkehr wurde durch die GMRC unter der Bezeichnung Green Mountain Flyer, der bereits zur Zeit der Rutland Railroad als Personenzug auf der Strecke fuhr, weitergeführt. Der Bundesstaat Vermont, dem nach wie vor die Trasse gehört, betrieb im Sommer 1999 kurzzeitig regulären Personenverkehr zwischen Burlington und Rutland. 
Die Vermont Railway gründete 2003 die Otter Creek Railroad Company, die in der Nähe von Middlebury eine etwa fünf Kilometer lange Anschlussbahn zu einem Marmorsteinbruch bauen soll. Die neue Strecke soll ab dem Frühjahr 2013 gebaut und im Herbst 2014 eröffnet werden. Peter Shumlin, der Gouverneur von Vermont, hat im Januar 2013 angekündigt, dass ab 2017 Amtrak-Züge über die Bahnstrecke von Rutland bis Burlington fahren sollen und somit der reguläre Personenverkehr auf den nördlichen Teil der Bahnstrecke zurückkehren könnte.

## Streckenbeschreibung

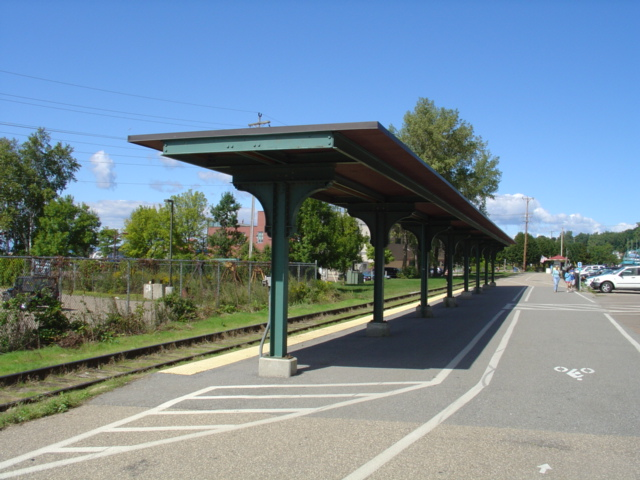
Burlington Union Station, 2006

Die Strecke beginnt im Kreuzungsbahnhof Bellows Falls als Verlängerung der Cheshire Railroad von Massachusetts kommend. Entlang des Williams River führt die Strecke bergan in die Green Mountains. Der Pass ist im Bahnhof Summit erreicht, von wo aus die Trasse in das Tal des Otter Creek absteigt. Entlang dieses Flusses führt die Strecke weiter durch Rutland bis Vergennes. Hier verlässt sie das Tal und führt parallel zur Ostküste des Lake Champlain nordwärts nach Burlington.
Trotz der Querung des Gebirgszuges kommt die Bahn ohne Tunnel aus. Die einzigen Kunstbauten sind die zahllosen Flussbrücken entlang der Strecke, sowie einige Dämme, die zur Querung von stehenden Flussbuchten gebaut wurden.
Am ehemaligen Bahnhof Beldens zweigte eine Steinbruchbahn ab, die als Beldens Branch Railroad in Besitz der Steinbruchgesellschaft war. Sie wurde am 10. Februar 1870 eröffnet und führte über 5,8 Kilometer in südöstliche Richtung. Der Steinbruch befand sich südöstlich der Siedlung Painter Hills im Nordosten der Stadt Middlebury. Bereits 1883 wurde die Strecke wieder stillgelegt, nachdem die Steinbruchgesellschaft in Konkurs gegangen war. Die Strecke verließ Beldens in Richtung Norden, bog jedoch direkt danach in einer steilen Kurve nach Südwesten ab und führte parallel zum heutigen U.S. Highway 7 und zur Happy Valley Road bis zum Steinbruch. Noch heute ist ein Teil der Bahntrasse südlich der Painter Road erhalten.

## Unfälle
Am 14. März 1920 überfuhr ein Güterzug in Richtung Bellows Falls ein Haltesignal und stieß kurz vor Bellows Falls frontal mit dem in Richtung Burlington fahrenden Green Mountain Flyer zusammen. Beide Züge fuhren relativ langsam, wodurch nur der Lokführer des Personenzuges starb.
Ein Zwischenfall, der landesweit für Schlagzeilen sorgte, ereignete sich am 20. Oktober 1973. Ein nie gefasster Täter brach in den Lokschuppen in Rutland ein und startete die Lok 602. Er sprang ab und überließ die fahrende Lok ihrem Schicksal. Sie fuhr führerlos in Richtung Norden auf der Strecke, überquerte dabei über 100 Bahnübergänge, durchfuhr die Stadt Burlington und auf die Strecke nach White River Junction der Central Vermont Railway und wurde erst nach 138 Kilometern Fahrt in Milton von einem auf die langsam fahrende Lok aufgesprungenen Polizisten gestoppt. Verletzt wurde niemand.